# Храм Кибелы (Палатин)
Храм Кибелы или Храм Великой Матери ― первый и наиболее значительный храм Рима, посвящённый Великой Матери (лат. Magna Mater), которая также была известна грекам как Кибела. Был построен для размещения определённого изображения или формы богини ― метеорного камня, привезённого из Малой Азии в Рим в 204 году до нашей эры по воле оракула и временно размещенного в храме богини Виктории на Палатинском холме. Новый храм был освящён 11 апреля 191 г. до н.э., и первый праздник в честь богини ― мегалесия прошёл на площадке перед святилищем. 
Храм Кибелы был расположен на высоком западном склоне Палатинского холма, где открывался вид на долину Большого Цирка. Прямо напротив храма Кибелы, на склонах Авентина, находился храм Цереры. С подножия холма к его вершине, где находился храм, вела лестница. Перед начал ступеней находилась площадка, где проходили игры и празднества, ставились пьесы. Алтарь богини был виден как с этой площадки, так и с внутренней стороны храма. Первоначальный храм сгорел в 111 г. до н.э. и был восстановлен одним из рода Метеллов, возможно, Гаем Цецилием Метеллом Капрарием. Он сгорел ещё два раза в начале имперской эпохи и каждый раз восстанавливался Октавианом Августом. После второй реставрации он, вероятно, обрёл наиболее роскошный вид. 
Храм был построен в гестастиле простилов коринфского ордена. На монете Фаустины Старшей изображён храм с изогнутой крышей и лестничным пролётом ― считается, что это был именно храм Кибелы. На вершине ступеней находилась статуя Кибелы на троне.  Метеорный камень богини, возможно, хранился на постаменте внутри храмовой целлы. 
Храм оставался в эксплуатации до конца IV века. Он был разрушен в 394 году по приказу императора Феодосия I во время гонений на язычников. 